# سورل و پسر (فیلم ۱۹۳۴)
سورل و پسر (انگلیسی: Sorrell and Son) یک فیلم است که در سال ۱۹۳۴ منتشر شد.